# Споменик палим борцима у Доњем Синковцу
Спомен-обележје палим борцима и полицијским снагама са простора зоне одговорности 549. бригаде и јединицама које су јој биле потчињене током сукоба на Косову и Метохији 1998. и 1999. године налази се у касарни "Војвода Петар Бојовић" у Доњем Синковцу. Свечано је откривен 2022. године, а на отварању је говорио Божидар Делић, ратни командант 549. моторизоване бригаде, генерал мајор у пензији.

## Изглед
Идејно решење спомен-обележја осмислио је руски добровољац Алберт Андијев, а радове је финансирало привредно друштво "Крупник" из Београда. Постамент споменика је урађен од армираног бетона димензија 6,5 х 3,5 метара и висине 3,5 метара. Споменик је са три стране обложен мермером дебљине два центиметра, са каменим плочама димензија 40 х 30 центиметара на којима су исписана имена, чин и године рођења и смрти погинулих бораца. Шеснаест камених плоча са именима јединица димензија су 60 х 40 центиметара. Симболично је оријентисан у правцу северозапад - југоисток.

## Натписи
На предњој страни уклесан је натпис "Спомен обележје јунацима одбране СРЈ погинулим у зони одговорности 549. моторизоване бригаде", а испод је угравирана зона одговорности са исписаним називима општина Ђаковица, Ораховац, Сува Река, Призрен и Гора. Средњим делом постамента доминира слоган бригаде "Нема назад - иза је Србија". На постаменту стоји тенк Т55, тежак 35 тона у коме је 11. августа 1998. године у борби против терориста погинуо капетан Жељко Мартиновић и још три војника су рањена. 
На постаменту се налазе 235 имена погинулих бораца у зони одговорности 549. моторизоване бригаде:
- 103 имена припадника 549. моторизоване бригаде
- 36 имена припадника јединица Приштинског корпуса
- 6 имена припадника јединица Нишког корпуса
- 6 имена припадника 63. падобранске бригаде
- 6 имена припадника 72. специјалне бригаде
- 76 имена припадника полиције
- 2 имена руских добровољаца који су се борили у саставу српских снага безбедности.[1]